# Bittium seymourianum
Bittium seymourianum là một loài ốc biển, là động vật thân mềm chân bụng sống ở biển thuộc họ Cerithiidae.